# Pablo César López
Pablo César López Martínez (Santiago de Querétaro, 7 gennaio 1998) è un calciatore messicano, centrocampista dei Jaguares.

## Caratteristiche tecniche
È un centrocampista centrale.

## Carriera

### Club
Cresciuto nel settore giovanile del Pachuca, ha esordito in prima squadra il 18 febbraio 2016 in occasione del match di Copa México vinto 2-0 contro l'Atlético San Luis.

### Nazionale
Nel 2017 con la nazionale under-20 messicana ha preso parte al campionato nordamericano di categoria ed al Mondiale di categoria.